# Phonon (レーベル)
Phonon（フォノン）は、株式会社テンフィートが制作する日本の声優番組のレーベルである。2009年から声優番組を制作していたが、2012年11月にレーベルが設立され、今でも数多くの声優番組の制作及び声優企画DVDを発売している。

## 概要
主に、アイドル専門チャンネルPigoo（旧PigooHD）スカパー!プレミアムサービスで放送されている声優バラエティ番組を制作しており、その番組のDVDパッケージ化を行なっている。2011年にはナマコマにて「阿部敦の声優百貨店」をニコニコ生放送とUstreamにて配信を開始。「阿部敦の声優百貨店」スピンオフ企画として、「べし旅～代永翼と伊香保温泉編」「つれゲーVol.1 阿部敦&梶裕貴xエクストルーパーズ」などのDVDも発売している。
アニメシアターXでは「女子的情報誌TSUBASA MAGAZINE」の制作・放送も行っていた。
現在はニコニコチャンネルやYouTubeにて「声優百貨店チャンネル」「Phononチャンネル」などの制作を行っている。

## 制作番組

### 放送中
- 阿部敦の声優百貨店 （阿部敦 2013年4月 - ）
- 魔法笑女マジカル☆うっちー （内田彩 2014年3月16日 - ）
- お祓え!西神社 （西明日香・吉田有里 2015年3月 - ）
- 声優シェアハウス 津田美波の津田家-TSUDAYA- （津田美波 2015年8月 - ）
- 牧野由依の大人だっていいじゃない!青春laboratory（牧野由依 2018年4月 - ）
- ハニプラTV2（社本悠・天野聡美・吉岡美咲・山下七海・美波わかな・和氣あず未・吉村那奈美・澤田美晴 2019年6月12日 - ）[1]
- 天野聡美のトロトロ王国（天野聡美 2020年2月4日 - ）[2]
- 長江里加の爆誕リカチマル（長江里加 2020年2月12日 - ）[3]
- 大西亜玖璃の「あなたにアグリー♥」（大西亜玖璃 2020年4月22日 - ）[4]
- 山崎エリイの「まだまだゲスト山崎エリイ」（山崎エリイ 2021年8月13日 - ）[5]
- ラジふぁぼ （天海由梨奈・星谷美緒・首藤志奈・七海こころ・並木さくら 2021年10月4日 - ）[6]
- 法元明菜のほーみんGOOD （法元明菜 2022年7月22日 - ）[7]
- 三川華月の開店!はるちゃん食堂 （三川華月 2023年11月15日 - ）[8]

### 終了番組
- 声優都内観光〜マル福ツアーズ（福井裕佳梨 2010年5月5日 - ）
- 美声文庫（2010年7月16日 - ）
- 声優ドライブ旅 金朋タクシー（金田朋子 2011年11月16日 - 2012年3月）
- Peace Love（Peace Love 2012年08月01日 - 2012年10月1日）
- こえひな（後藤真里奈、明瀬未央、望月ひとみ、雨宮優 2011年5月1日 - ）
- 大亀あすかのかめちゃんのデキるかな!?（大亀あすか 2012年4月 - ）
- 阿部敦の声優百貨店 （阿部敦 2011年12月 - 2012年12月）
- 地獄の沙汰も金朋次第！（金田朋子 2012年5月17日 - ）
- ミルキィホームズの特別授業 （ミルキィホームズ：三森すずこ、佐々木未来、徳井青空、橘田いずみ 2011年11月17日 - ）
- NaturalVoice 〜81Room〜（加藤英美里、後藤沙緒里 2009年4月 - 2013年10月2日）
- PigooRadio〜ゆいかおり（ゆいかおり：小倉唯、石原夏織 2010年12月1日 - 2014年4月1日）
- 千円姉妹（米澤円、赤﨑千夏 2012年11月6日 - 2014年1月1日）
- 百合魂-ゆりイズム- （橘田いずみ、三上枝織 2012年7月17日 - 2014年5月18日）
- 松来未祐のアルカナの扉 （松来未祐 2014年7月1日 - ）
- ルミナスルーキー （水瀬いのり 洲崎綾 西明日香 橘田いずみ 2014年7月17日 - 2015年3月31日）
- GirlsNews〜声優（本多真梨子・山本彩乃《2010年4月17日 - 2011年3月》、大亀あすか《2011年4月 - 2012年3月》、佐倉綾音《2012年4月 - 2013年3月》、山本希望《2013年4月 - 2014年3月》、西明日香・田所あずさ《2014年4月 - 2015年3月》、佳村はるか・松田利冴《2015年4月 - 》）
- つれゲー（2010年12月 - ）
- 金朋声優ラボ（金田朋子 2012年5月1日 - ）
- 声優シェアハウス 大久保瑠美のるみるみる〜む （大久保瑠美 2015年5月 - 2018年5月）
- はるかとゆきよのオフレコ！ （照井春佳 藤井ゆきよ 2015年9月 - ）
- あいぽんうりょっちの初めてすることばっかりかなーと思って （野中藍 白石涼子 2015年10月 - ）
- まついがプロデュース（松嵜麗・五十嵐裕美 2016年6月 - 2020年9月）[9]
- 松井恵理子・松嵜麗の声優アニ雑団 （松井恵理子・ 松嵜麗 2016年4月 -  2018年9月18日）
- ゆゆスク!（遠藤ゆりか・花守ゆみり 2016年6月 -）
- ハニプラTV ～8/pLanet!!の課外授業に行ってみよー（2016年11月 - ）
- 羽多野渉と斉藤壮馬の空想科学 トンデモ論（2017年2月 - ）
- 佳村はるかのマニアックデート（佳村はるか 2017年2月 - 2019年12月）[10]
- 高橋未奈美のみ、味方はナシ!（高橋未奈美 2018年4月 - 2019年3月[11]）
- 山崎エリイの「アレがこうなって、コレがああなって」（山崎エリイ 2019年4月29日 - 2020年6月11日）
- 声優たびノート
  - 「横浜プチたび編」（下地紫野・高橋花林・のぐちゆり 2019年8月28日 - 10月23日）[12]
  - 「静岡 富士サファリパーク編」（今井麻夏・春瀬なつみ 2020年4月22日 - 2020年6月10日）[13]
  - 「谷中ぎんざ猫めぐり編」（大森日雅・田中美海 2020年5月27日 - 2020年7月11日）[14]
- 山崎エリイの「ゲスト山崎エリイ」（山崎エリイ 2020年7月14日 - 2021年7月9日）[15]

### 休止中
- 声優パラダイスTV （徳井青空、久保田未夢 2013年11月 - 2014年1月）
- 羽多野渉と佐藤拓也の8bitBROTHERS（羽多野渉 佐藤拓也）
- 渕上舞の今日は雨だから… （渕上舞 2015年7月 - ）2019年1月9日の配信[16]をもってレギュラー放送は一旦休止[17]

### 単発番組
- 浅野先生とナース鹿野のぶっちゃけホスピタル （浅野真澄、鹿野優以 2011年11月2日 - 2012年4月1日）
- つれのみ（儀武ゆう子、新井里美、名塚佳織 2012年11月09日 - 2013年1月1日）
- 声優職業体験所シリーズ
  - 海上自衛隊編（門脇舞以、大橋歩夕 2012年11月16日 - 2013年1月16日）
  - バスガイド編（高森奈津美、内田真礼 2013年5月16日 - 2013年7月16日）
  - トリマー編（徳井青空、久保ユリカ 2013年11月16日 - 2014年1月16日）
- 女性声優 麻雀女王決定戦（植田佳奈、伊藤静、福原香織、大亀あすか 2012年11月19日 - 2013年1月16日
- 亀ちゃんの夏休みin八丈島（大亀あすか 2011年10月16日 - 2011年11月16日）
- リドルハート（福原香織、内田彩、内田真礼 2013年9月18 - 2013年11月16日）
- 女子的情報誌TSUBASA MAGAZINE （代永翼、鈴木裕斗、畠中祐）

## 発売商品

### DVD
- 2010年
  - Natural Voice ～81ROOM～（加藤英美里、後藤沙緒里 2月27日発売、販売終了）

- 2011年
  - つれゲー Vol.1 佐藤利奈&新井里美×絶体絶命都市2-凍てついた記憶たち- （佐藤利奈、新井里美 2月27日発売）
  - NaturalVoice～81Room 加藤英美里・後藤沙緒里の北海道2人旅編 （加藤英美里、後藤沙緒里 2月27日発売）
  - つれゲー Vol.2 松来未祐&阿澄佳奈×恐怖体感 呪怨 （松来未祐、阿澄佳奈 7月25日発売）
  - つれゲー Vol.3 新谷良子&後藤邑子×零～zero～ （新谷良子、後藤邑子 11月12日発売）
  - 大亀あすかの亀ちゃんの夏休みin八丈島 （大亀あすか 12月18日発売）

- 2012年
  - 声優ドライブ旅 金朋タクシー 中原麻衣とちょっぴり大人な鎌倉2人旅 （金田朋子、中原麻衣 2月12日発売）
  - つれゲーVol.4 佐藤聡美&三上枝織×トゥルー・ラブストーリー～Remember My Heart～ （佐藤聡美、三上枝織 3月25日発売）
  - ミルキィホームズの特別授業 1学期 （ミルキィホームズ：三森すずこ、佐々木未来、徳井青空、橘田いずみ 3月31日発売）
  - 声優ドライブ旅 金朋タクシー 松来未祐と軽々しく軽井沢ドライブ2人旅 （金田朋子、松来未祐 6月17日発売）
  - 浅野先生とナース鹿野のぶっちゃけホスピタル File1 （浅野真澄、鹿野優以 5月20日発売）
  - 浅野先生とナース鹿野のぶっちゃけホスピタル File2 （浅野真澄、鹿野優以 5月20日発売）
  - つれゲーVol.5 明坂聡美&日高里菜×喧嘩番長 （明坂聡美、日高里菜 7月22日発売）
  - べし旅～代永翼と伊香保温泉編 （阿部敦、代永翼 8月1日発売）
  - NaturalVoice～81Room～ 加藤英美里と後藤沙緒里の2人旅 沖縄竹富島編 （加藤英美里、後藤沙緒里 8月7日発売）
  - 声優ドライブ旅 金朋タクシー 儀武ゆう子と日光でニッコニコ2人旅 （金田朋子、儀武ゆう子 8月31日発売）
  - ミルキィホームズの特別授業 2学期 （ミルキィホームズ 9月22日発売）
  - 大亀あすかのかめちゃんのデキルかな!? （大亀あすか 9月30日発売）
  - 儀武ゆう子presents私をハネムーンにつれてって （儀武ゆう子 12月16日発売）
  - つれゲーVol.6 新谷良子&後藤邑子×零 ～zero～（続） （新谷良子、後藤邑子 12月25日発売）

- 2013年
  - 地獄の沙汰も金朋次第! Vol.1 （金田朋子 1月14日発売）
  - 百合魂-ゆりイズム-Vol.1 （橘田いずみ、三上枝織 1月18日発売）
  - つれゲーVol.1 阿部敦&梶裕貴xエクストルーパーズ （阿部敦、梶裕貴 1月31日発売）
  - つれゲーVol.7 伊藤静&生天目仁美xクロックタワーゴーストヘッド （伊藤静、生天目仁美 2月24日発売）
  - 女性声優 麻雀女王決定戦 （植田佳奈、伊藤静、福原香織、大亀あすか 2月27日発売 販売元：メディアファクトリー【現KADOKAWA】）
  - ミルキィホームズの特別授業 3学期 （ミルキィホームズ 3月29日発売）
  - 大亀あすかのかめちゃんのデキルかな!?Vol.2 （大亀あすか 4月10日発売）
  - 金朋声優ラボVol.1 （金田朋子、西明日香、沼倉愛美、富樫美鈴、内田真礼、徳井青空、赤﨑千夏 4月17日発売）
  - 門脇舞以と大橋歩夕の声優職業体験所 （門脇舞以、大橋歩夕 4月24日発売）
  - 百合魂-ゆりイズム-Vol.2 （橘田いずみ、三上枝織 5月6日発売）
  - 地獄の沙汰も金朋次第!Vol.2 （金田朋子 5月15日発売）
  - 米澤円と赤﨑千夏の千円姉妹Vol.1 （米澤円、赤﨑千夏 5月22日発売）
  - つれゲーVol.8 加藤英美里&福原香織×SIREN （加藤英美里、福原香織 6月5日発売）
  - つれゲーVol.2 小野友樹&江口拓也×ダブルドラゴンⅡ The Revenge （小野友樹、江口拓也 7月17日発売）
  - ミルキィホームズの特別授業 4学期 （ミルキィホームズ 7月31日発売）